# Mirko Vranić (JLA)
Mirko Vranić, bosansko-hercegovski general, * 5. november 1920, Sanski Most, † oktober 2002.

## Življenjepis
Leta 1941 se je pridružil NOVJ in naslednje leto KPJ. Med vojno je bil politični komisar več enot.
Po vojni je bil politični komisar divizije, načelnik štaba korpusa, poveljnik armade, poveljnik Glavnega štaba Teritorialne obrambe Bosne in Hercegovine,...